# Pinilla de Jadraque
Pinilla de Jadraque település Spanyolországban, Guadalajara tartományban. Pinilla de Jadraque La Toba, Congostrina, Pálmaces de Jadraque, Torremocha de Jadraque és Medranda községekkel határos. Lakosainak száma 54 fő (2024).

## Népesség
A település népessége az utóbbi években az alábbiak szerint változott:
| Lakosok száma | 88   | 83   | 69   | 62   | 62   | 59   | 53   | 50   | 51   | 54   |
|               | 2001 | 2004 | 2006 | 2009 | 2011 | 2014 | 2016 | 2019 | 2021 | 2024 |